# Мино (город)
Мино (яп. 美濃市 Мино-си) — город в Японии, находящийся в префектуре Гифу. Площадь города составляет 117,05 км², население — 22 447 человек (1 сентября 2020), плотность населения — 191,77 чел./км².

## Географическое положение
Город расположен на острове Хонсю в префектуре Гифу региона Тюбу. С ним граничат города Секи, Гудзё.

## Население
Население города составляет 22 447 человек (1 сентября 2020), а плотность — 191,77 чел./км². Изменение численности населения с 1970 по 2020 годы:
| Год  | Население |
| ---- | --------- |
| 1970 | 26 421    |
| 1980 | 26 825    |
| 1985 | 26 935    |
| 1990 | 26 022    |
| 1995 | 25 969    |
| 2000 | 24 662    |
| 2005 | 23 390    |
| 2010 | 22 629    |
| 2014 | 21 511    |
| 2020 | 22 447    |

## Символика
Деревом города считается клён, цветком — цветок сливы японской.